# Provincia de Bururi
La Provincia de Bururi es una de las diecisiete provincias de Burundi. Cubre un área de 2.465 km² y alberga una población de 493.000 personas. La capital es Bururi.

## Comunas con población en agosto de 2008
- Bururi 83,614
- Matana 42,777
- Mugamba 59,084
- Rutovu 46,111
- Songa 51,831
- Vyanda 29,685

- Datos: Q431385